# Изборово (Смоленская область)
Изборово — деревня в Вяземском районе Смоленской области России. Входит в состав Семлёвского сельского поселения.

## География
Расположена в восточной части области, вблизи реки Осьма.
С востока находится Изборское кладбище.

## История
В годы Великой Отечественной войны земли района была оккупированы фашистами в октябре 1941 года, освобождена в марте 1943 года.

## Транспорт
Просёлочные дороги. Они ведут на автодорогу Р134 «Старая Смоленская дорога» Смоленск — Дорогобуж — Вязьма — Зубцов.